# Битва в дорозі
«Битва в дорозі» — радянський художній фільм режисера Володимира Басова, знятий в 1961 році за однойменним романом Г. Є. Ніколаєвої.

## Сюжет
На великий тракторний завод, який раніше випускав танки, очолюваний «червоним директором сталінської доби» Семеном Вальганом, призначений новий головний інженер Дмитро Бахірєв. Прихід цієї людини — жорсткої, прямої і безкомпромісної — народжує безліч конфліктів, з яких він урешті-решт — після ганебного вигнання і тріумфального повернення — виходить переможцем і займає крісло звільненого Вальгана.
Але зіткнення на виробництві — лише одна з ліній сюжету. Паралельно розповідається про особисте життя деяких героїв. Так, однією з сюжетних ліній є любов Бахірєва і технолога Тіни Карамиш — його соратника по виробничим перетворенням. Перемога над Вальганом відтіняється болем героя, який він переживає у зв'язку з втратою коханої жінки, яка в фіналі їде невідомо куди.
Особливий інтерес представляють міркування героїв про принципи будови радянської і капіталістичної економік, ролі партії, місцевого управління і «менеджменту» на заводі. Не менш цікаво відчуття великих змін, що відбуваються в країні, яким пройнятий фільм.
Основою для сюжету роману послужили реальні події, що відбувалися на Челябінському тракторному заводі.

## У ролях
- Михайло Ульянов —  Дмитро Бахірєв
- Наталія Фатєєва —  Тіна Карамиш
- Михайло Названов —  Семен Вальган
- Фелікс Яворський —  парторг Чубасов
- Людмила Крилова —  Даша
- Олександр Хвиля —  Рославлєв
- Олег Мокшанцев —  Уханов
- Наталія Крачковська —  Верунька
- Петро Щербаков —  Грінін
- Іван Переверзєв —  Сергій Васильович Блікін
- Юрій Волинцев —  Синенький
- Ніна Меньшикова —  Ніна
- Микола Граббе —  Дронов
- Сергій Кулагін —  постачальник
- Володимир Трещалов —  Сергій Сугробін
- Микола Сергєєв —  Василь Васильович Сугробін, дідусь Сергія
- Михайло Туманішвілі —  Щербаков
- Надія Федосова —  Ольга Семенівна Потапова
- Тетяна Махова —  Катя, дружина Бахірєва
- Василь Свідєтєлєв —  Рижик
- Наталія Чечоткіна —  Аня
- Володимир Андрєєв —  Володя Бугров
- Інга Будкевич —  Людмила Ігорєва
- Леонід Чубаров —  Кондрат
- Серафим Зайцев —  Гуров
- Ігор Бєзяєв —  Івушкін
- Микола Парфьонов —  Дем'янов
- Олена Вольська —  секретарка
- Володимир Маренков —  тракторист
- Борис Новиков —  прогульник
- Валентин Брилєєв —  робітник чавуно-ливарного цеху
- Леонід Євтіф'єв —  управлінець
- Олександр Лебедєв —  робітник
- Микола Смирнов —  робітник
- П. Мухін —  Пуговкін
- Ніна Палладіна —  Тося
- Інна Федорова —  епізод
- Валентина Бєляєва —  епізод
- Інна Федорова — епізод
- Олександр Корня — епізод
- Олександр Фролов — епізод
- Володимир Басов — голос диктора з радіоприймача
- Іван Савкін — епізод
- Сергій Юртайкин — епізод
- Валентина Бєляєва — епізод
- Герман Качин — епізод
- Геннадій Некрасов — епізод
- Данило Нетребін — епізод
- Леонід Пархоменко — епізод
- Микола Хрящиков —  працівник обкому
- Дмитро Орловський —  начальник цеху, учасник виробничої наради  (немає в титрах)
- Петро Кірюткін — епізод

## Знімальна група
- Автор сценарію:  Галина Ніколаєва,  Максим Сагалович
- Режисер:  Володимир Басов
- Оператор:  Володимир Ніколаєв
- Художник:  Георгій Турильов
- Композитор:  Веніамін Баснер